# Saunders Aircraft Corporation
Die Saunders Aircraft Corporation Ltd. wurde im Mai 1968 in Montreal, Québec, Kanada gegründet. Das erste Flugzeug dieses Unternehmens war die Saunders ST-27, eine umgebaute De Havilland DH.114 Heron mit zwei Turboprop-Triebwerken statt der vier Kolbenmotoren. Im Frühjahr 1971 zog das gesamte Unternehmen nach Gimli (Manitoba) um. Man bezog Quartier auf dem Gelände einer kürzlich verlassenen Air Force Base. Die ersten drei Saunders ST-27 wurden jedoch noch in Montreal gebaut. 1976 musste das Unternehmen schließen, nach nur zwölf gebauten Saunders ST-27 und einem Prototyp der neuen Saunders ST-28. Die Regierung von Manitoba hatte weitere finanzielle Unterstützung verwehrt.